# ريس وليامز
ريس وليامز (بالإنجليزية: Rhys Williams)‏ (14 يوليو 1988 برث أستراليا - ) هو لاعب كرة قدم أسترالي يلعب كمدافع لعب سابقاً في نادي القادسية السعودي .

## وصلات خارجية
- ريس وليامز على موقع قاعدة بيانات كرة القدم.إي يو (الإنجليزية)
- ريس وليامز على موقع ناشيونال فوتبول تيمز (الإنجليزية)
- ريس وليامز على موقع Soccerbase.com (لاعب) (الإنجليزية)
- ريس وليامز على موقع Soccerway.com (الإنجليزية)
- ريس وليامز على موقع عالم كرة القدم.نت (الإنجليزية)
- ريس وليامز على موقع AS.com (الإسبانية)